# 李佩材
李佩材（1863年9月28日—1916年），字石朋，是香港銀行家李國寶、前香港中文大學校長及教育統籌局局長李國章、前香港終審法院首席法官李國能之曾祖父，祖籍廣東鶴山市。在19世紀，李佩材家族是香港傳統的華人「四大世家」之一，與何東家族、許愛周家族、羅文錦家族齊名。 李佩材早年由廣州到香港，白手興家，先後創立「和發成」船務公司及「南和行」。李石朋熟悉越南與香港間的大米業務，從事食米進口、船運、地產等。1916年去世。
李佩材父親是李家成，元配盧氏，庶配馮氏。大哥李英材、二哥李建材。
李佩材有幾房夫人，分別為侯容莊、任瑞芝、鄒勝金，子孫後代不少是香港現代有名的人物，包括兒子李作元、李作亨、李作聯、李作芳、孫子李福樹、李福善、李福兆、李福和、李福逑、李福深、曾孫李國寶、李國章、李國能等。

## 相關
- 東亞銀行
- 李佩材家族